# Yandeh Sallah
Yandeh Sallah (* 26. Mai 1998) ist eine schwedische Schauspielerin.

## Leben und Karriere
Sallah wurde am 26. Mai 1998 geboren. Ihr Debüt gab sie 2018 in dem Kurzfilm Fuck you. Von 2019 bis 2022 spielte sie in der Serie Eagles die Hauptrolle. Ihre nächste Hauptrolle bekam Sallah 2021 in der Serie Skitsamma. Anschließend war sie 2022 in der Serie Korridoren zu sehen.

## Filmografie
Serien
- 2019–2022: Eagles
- 2021: Skitsamma
- 2022: Korridoren